# Summer Rae
Danielle Moinet (nascida em 28 de novembro de 1983) é uma modelo, ex-jogadora de futebol americano e lutadora de luta livre profissional. É mais conhecida por sua passagem na WWE, sob o nome de ringue de Summer Rae.
Permaneceu até 2017 na WWE e atualmente luta no circuito independente.

## Carreira no futebol americano
Moinet jogou no time Chicago Bliss na Lingerie Football League entre 2008 e 2011. Ela jogou como cornerback e era capitã do time. Em 30 de junho de 2011, Moinet jogou na LFL All-Star Game no Copps Coliseum em Hamilton, Ontário. Após esse jogo, ela se aposentou.

## Vida pessoal
Moinet nasceu em Manhasset, Nova Iorque e se mudou para Raleigh, Carolina do Norte. Sua mãe era da Inglaterra e seu pai, da França. Ela possui tripla cidadania, francesa, inglesa e americana.
Ela é formada em propaganda na East Carolina University.

## No wrestling
- Movimentos de Finalização
- Summer Time - Spining Kick
- Summer Crash - Reverse Susent Flip
- Lutadores de quem foi manager
  - Abraham Washington
  - Brad Maddox
  - Jake Carter
  - Corey Graves
  - Fandango
  - Tyler Breeze

- Tema de entrada
  - "Rush Of Power" by CFO$